# Секретные материалы (сезон 7)
Седьмой сезон сериала «Секретные материалы» в США выходил на телеканале FOX с 7 ноября 1999 года по 21 мая 2000 года. В нём насчитывалось 22 эпизода.

## В ролях

### Главные актёры
- Дэвид Духовны — Фокс Малдер
- Джиллиан Андерсон — Дана Скалли

### Также снимались
- Митч Пиледжи — Уолтер Скиннер
- Уильям Б. Дэвис — Курильщик
- Николас Лиа — Алекс Крайчек

### Приглашённые актёры
- Том Брэйдвуд — Мелвин Фрохике
- Брюс Харвуд — Джон Фицджеральд Байерс
- Дин Хэглунд — Ричард Лэнгли
- Ребекка Тулан — Тина Малдер
- Джон Финн — Майкл Кричго
- Мими Роджерс — Диана Фоули
- Ник Чинланд — Донни Пфэстер
- Джерри Хардин — Глубокая Глотка
- Лори Холден — Марита Коваррубиас
- Брайан Томпсон — Инопланетный Охотник
- Флойд Вестерман — Альберт Хостин

## Список эпизодов
Знаком ‡ выделены эпизоды, относящиеся к т. н. «мифологии» сериала (его основной сюжетной линии).
| № общий | № в сезоне | Название                                                               | Режиссёр          | Автор сценария                             | Дата премьеры   | Произв. код | Зрители в США (млн) |
| --- | ---------- | ---------------------------------------------------------------------- | ----------------- | ------------------------------------------ | --------------- | ----------- | ------------------- |
| 140 | 1          | «Шестое вымирание»‡ «The Sixth Extinction»                             | Ким Мэннэрс       | Крис Картер                                | 7 ноября 1999   | 7ABX03      | 17.82               |
| В то время как Скалли исследует инопланетный артефакт в Африке, Уолтер Скиннер и Майкл Кричго пытаются спасти Малдера, запертого в психиатрической клинике. |            |                                                                        |                   |                                            |                 |             |                     |
| 141 | 2          | «Шестое вымирание II: Amor fati»‡ «The Sixth Extinction II: Amor Fati» | Майкл Уоткинс     | Дэвид Духовны и Крис Картер                | 14 ноября 1999  | 7ABX04      | 16.15               |
| Курильщик похищает Малдера из психиатрической клиники, чтобы использовать в своих целях. Скиннер и Скалли с помощью Майкла Кричго пытаются разыскать и спасти Малдера. |            |                                                                        |                   |                                            |                 |             |                     |
| 142 | 3          | «Голодный» «Hungry»                                                    | Ким Мэннэрс       | Винс Гиллиган                              | 21 ноября 1999  | 7ABX01      | 16.17               |
| Малдер и Скалли отправляются в Коста-Месу, штат Калифорния, для расследования жестокого убийства ночного посетителя придорожного кафе. Им предстоит столкнуться с мутантом-каннибалом, испытывающим опустошающее чувство голода.                                                                          |            |                                                                        |                   |                                            |                 |             |                     |
| 143 | 4          | «Тысячелетие» «Millennium»                                             | Томас Дж. Райт    | Винс Гиллиган и Фрэнк Спотниц              | 28 ноября 1999  | 7ABX05      | 15.09               |
| Малдер и Скалли противостоят тайной организации "Тысячелетие", верящей в скорый конец света и занимающейся воскрешением мертвецов. Агенты ФБР обращаются за помощью к бывшему коллеге Фрэнку Блэку, ранее имевшему дело с этой организацией.                                                              |            |                                                                        |                   |                                            |                 |             |                     |
| 144 | 5          | «Натиск» «Rush»                                                        | Роберт Либерман   | Дэвид Аманн                                | 5 декабря 1999  | 7ABX06      | 12.71               |
| В Питтсфилде, штат Виргиния, агенты Малдер и Скалли сталкиваются с группой подростков, получивших аномальную способность ускорять свои движения до недоступной человеческому глазу скорости. |            |                                                                        |                   |                                            |                 |             |                     |
| 145 | 6          | «Вариация Голдберга» «The Goldberg Variation»                          | Томас Дж. Райт    | Джеффри Белл                               | 12 декабря 1999 | 7ABX02      | 14.49               |
| Агенты Малдер и Скалли отправляются в Чикаго для расследования дела Генри Уимза — самого везучего человека в мире, за которым охотится местная мафия. |            |                                                                        |                   |                                            |                 |             |                     |
| 146 | 7          | «Орисон» «Orison»                                                      | Роб Боумен        | Чип Йоханнссен                             | 9 января 2000   | 7ABX07      | 15.63               |
| Из тюрьмы в штате Иллинойс сбегает маньяк-фетишист Донни Пфэстер. Ранее имевшие с ним дело Малдер и Скалли берутся вновь поймать преступника. В организации его побега они подозревают священника Орисона, владеющего техникой гипноза.                                                                   |            |                                                                        |                   |                                            |                 |             |                     |
| 147 | 8          | «Удивительный Малини» «The Amazing Maleeni»                            | Томас Дж. Райт    | Винс Гиллиган и Джон Шибан и Фрэнк Спотниц | 16 января 2000  | 7ABX08      | 16.18               |
| Малдер и Скалли отправляются в Санта-Монику для расследования обстоятельств гибели уличного фокусника Удивительного Малини, который неожиданно оказывается жив. |            |                                                                        |                   |                                            |                 |             |                     |
| 148 | 9          | «Знамения и чудеса» «Signs & Wonders»                                  | Ким Мэннэрс       | Джеффри Белл                               | 23 января 2000  | 7ABX09      | 13.86               |
| Городок Блессинг, штат Теннесси, сотрясает череда ритуальных убийств. Явившиеся для расследования агенты Малдер и Скалли сталкиваются с Церковью Бога Знамений и Чудес. |            |                                                                        |                   |                                            |                 |             |                     |
| 149 | 10         | «Sein und Zeit»‡ «Sein Und Zeit»                                       | Майкл Уоткинс     | Крис Картер и Фрэнк Спотниц                | 6 февраля 2000  | 7ABX10      | 13.95               |
| Малдер и Скалли ведут дело о похищении маленькой девочки в Сакраменто, штат Калифорния. Несмотря на то, что улики указывают на причастность серийного маньяка, Малдер фанатично верит в версию об инопланетянах. Во время этого расследования он переживает большую личную потерю.                        |            |                                                                        |                   |                                            |                 |             |                     |
| 150 | 11         | «Закрытие»‡ «Closure»                                                  | Ким Мэннэрс       | Крис Картер и Фрэнк Спотниц                | 13 февраля 2000 | 7ABX11      | 15.35               |
| С помощью экстрасенса Гарольда Пиллера агент Малдер приходит к пониманию того, что ему пора прекратить поиски сестры. |            |                                                                        |                   |                                            |                 |             |                     |
| 151 | 12         | «Секретные копы» «X-Cops»                                              | Майкл Уоткинс     | Винс Гиллиган                              | 20 февраля 2000 | 7ABX12      | 16.56               |
| В ходе расследования странных убийств в Уиллоу-парк Малдер и Скалли встречаются со съемочной группой реалити-шоу "Cops". Малдер, считавший, что они охотятся за оборотнем, выясняет, что монстр питается страхом смерти.                                                                                  |            |                                                                        |                   |                                            |                 |             |                     |
| 152 | 13         | «Шутер от первого лица» «First Person Shooter»                         | Крис Картер       | Уильям Гибсон и Том Мэддокс                | 27 февраля 2000 | 7ABX13      | 15.31               |
| Одинокие Стрелки вызывают Малдера и Скалли в штаб-квартиру видеоигровой компании для расследования гибели игрока во время бета-тестирования новейшей компьютерной игры, моделирующей виртуальную реальность.                                                                                              |            |                                                                        |                   |                                            |                 |             |                     |
| 153 | 14         | «Вор» «Theef»                                                          | Ким Мэннэрс       | Винс Гиллиган и Джон Шибан и Фрэнк Спотниц | 12 марта 2000   | 7ABX14      | 11.91               |
| Скалли и Малдер расследуют дело врача-хирурга Ирвина Тэлбро, семье которого угрожает неизвестный человек. Агенты подозревают, что в деле замешано черное колдовство. |            |                                                                        |                   |                                            |                 |             |                     |
| 154 | 15         | «En ami»‡ «En Ami»                                                     | Роб Боумен        | Уильям Б. Дэвис                            | 19 марта 2000   | 7ABX15      | 11.99               |
| Курильщик предлагает Скалли отправиться вместе с ним в путешествие на автомобиле через всю страну для поисков лекарства от всех болезней. Главное его условие — Малдер не должен ничего знать о поездке.                                                                                                  |            |                                                                        |                   |                                            |                 |             |                     |
| 155 | 16         | «Химера» «Chimera»                                                     | Клифф Боул        | Дэвид Аманн                                | 2 апреля 2000   | 7ABX16      | 12.89               |
| Агент Малдер отправляется в городок Бетани, штат Вермонт, для расследования жестокого убийства местной жительницы. Во время расследования он выясняет, что в деле замешаны силы потустороннего мира. |            |                                                                        |                   |                                            |                 |             |                     |
| 156 | 17         | «Сущее» «all things»                                                   | Джиллиан Андерсон | Джиллиан Андерсон                          | 9 апреля 2000   | 7ABX17      | 12.18               |
| Серия совпадений приводит Скалли к доктору Дэниэлу Уотерстону, женатому мужчине, с которым у неё был роман в медицинском колледже. Когда тот впадает в кому, она отбрасывает свои предрассудки и прибегает к альтернативной медицине для его спасения.                                                    |            |                                                                        |                   |                                            |                 |             |                     |
| 157 | 18         | «Марка «Икс»» «Brand X»                                                | Ким Мэннэрс       | Стивен Маэда и Грег Уокер                  | 16 апреля 2000  | 7ABX18      | 10.81               |
| Уолтер Скиннер обеспечивает защиту свидетелю в деле против табачной компании «Morley», но тот погибает при таинственных обстоятельствах. Вызванные на помощь Малдер и Скалли вскоре обнаруживают, что новая марка сигарет хранит страшный секрет.                                                         |            |                                                                        |                   |                                            |                 |             |                     |
| 158 | 19         | «Голливуд, н. э.» «Hollywood A.D.»                                     | Дэвид Духовны     | Дэвид Духовны                              | 30 апреля 2000  | 7ABX19      | 12.88               |
| Уэйн Федерман, голливудский продюсер и приятель Уолтера Скиннера по колледжу, решает снять фильм на основе работы Малдера и Скалли. Агенты вынуждены терпеть киноде́ла, путающегося под ногами во время расследования.                                                                                     |            |                                                                        |                   |                                            |                 |             |                     |
| 159 | 20         | «Бойцовский клуб» «Fight Club»                                         | Пол Шапиро        | Крис Картер                                | 7 мая 2000      | 7ABX20      | 11.70               |
| Загадочная волна насилия поразила Канзас-Сити. Расследующие обстоятельства дела Малдер и Скалли обнаруживают, что всему виной две женщины, похожие друг на друга как две капли воды. Дело осложняется тем, что они обладают мощной психокинетической силой и влюблены в одного и того же мужчину.         |            |                                                                        |                   |                                            |                 |             |                     |
| 160 | 21         | «Je souhaite» «Je Souhaite»                                            | Винс Гиллиган     | Винс Гиллиган                              | 14 мая 2000     | 7ABX21      | 12.79               |
| За помощью в ФБР обращается житель Сент-Луиса, у которого паранормальным образом исчез рот. Расследуя странное дело, Малдер и Скалли встречаются с женщиной-джинном — древним могущественным духом, исполняющим желания.                                                                                  |            |                                                                        |                   |                                            |                 |             |                     |
| 161 | 22         | «Реквием»‡ «Requiem»                                                   | Ким Мэннэрс       | Крис Картер                                | 21 мая 2000     | 7ABX22      | 15.26               |
| Малдер и Скалли возвращаются на место своего первого расследования, где, по рассказам очевидцев, упала летающая тарелка. У Скалли ухудшается здоровье, и она отстраняется от дела. Оставшийся в одиночестве Малдер еще не подозревает, что именно он является главной целью для похищения инопланетянами. |            |                                                                        |                   |                                            |                 |             |                     |